# Fight Night Round 3
Fight Night Round 3 é um jogo eletrônico de luta, sendo o terceiro da franquia Fight Night, da Electronic Arts. O jogo foi lançado em 20 de Fevereiro de 2006 para Xbox, Xbox 360, PSP e PlayStation 2. A versão Mobile foi lançada em 30 de Novembro daquele ano, e a do PlayStation 3 5 dias depois.

## Pugilistas do Jogo
| Peso-pena                                                           | Peso-leve | Peso meio-médio | Peso-médio | Peso-meio-pesado                                                       | Peso-pesado |
| ------------------------------------------------------------------- | --- | --- | --- | ---------------------------------------------------------------------- | --- |
| - Manny Pacquiao - Erik Morales - Marco A. Barrera - Diego Corrales | - Diego Corrales - Vicente Escobedo - Roberto Duran - Jesus Chávez - Arturo Gatti - Erik Morales - Juan Lazcano - Marco A. Barrera | - Roberto Duran - Ricky Hatton - Ray Robinson - Jake LaMotta - Arturo Gatti - Sugar Ray Leonard - Micky Ward - Oscar de la Hoya | - Bernard Hopkins - Sugar Ray Leonard - Jake LaMotta - Ray Robinson - Winky Wright - Oscar de la Hoya - Roberto Duran - Roy Jones Jr. - Marvin Hagler | - Evander Holyfield - Roy Jones Jr. - Jeff Lacy - James Toney - Rey Mo | - Muhammad Ali - Joe Frazier - Roy Jones Jr. - James Toney - Calvin Brock - Floyd Patterson - Big E (lutador fictício) - Goliat (lutador fictício) |

## Arenas
O game possui 6 arenas, a saber:
- Madison Square Garden
- Staples Center
- State Palace Theatre
- Aragon Ballroom
- Windy City Boxing Gym
- The Warehouse

## Trilha-Sonora
São 12 as músicas que tocam no game, a saber:
| Música               | Intérprete(s)                 | Info           |
| -------------------- | ----------------------------- | -------------- |
| "Never Gonna Get It" | Sean Biggs feat. Akon & Topic | Tema principal |
| "Back Again"         | Dilated Peoples               |                |
| "Crook Dancin"       | Slic One                      |                |
| "Don't Stop"         | Roc 'C'                       |                |
| "Itz Nothin"         | Young Roscoe                  |                |
| "Knock Em Down"      | L.T.D.A.                      |                |
| "Night Night"        | Consequence                   |                |
| "Round One"          | Kray Twinz feat. D&G          |                |
| "The Arrival"        | Atmosphere                    |                |
| "The Best Out"       | Dipset                        |                |
| "Uh-Oh"              | Brasco                        |                |
| "Wanna Know"         | Obie Trice                    |                |